# محطة نورا للطاقة الشمسية
محطة نورا للطاقة الشمسية  هي محطة تقوم ببنائها المملكة المغربية في الصحراء الغربية لإنتاج الكهرباء ، وهي تعمل بالطاقة الشمسية.  القدرة الحالية المبنية من محطة نورا 1 تبلغ نحو 150 ميجاواط  ، وتخطط المملكة المغربية لجعلها أكبر محطة لتوليد الكهرباء من الطاقة الشمسية في العالم . تلك الطاقة تكفي لتزويد نحو نصف مليون مواطن مغربي بالكهرباء - وهي تعادل الطاقة المولدة من مفاعل نووي متوسط القدرة .
المحطة الحاملة للرقم القياسي العالمي حاليا هي محطة موجافي في كاليفورنيا بالولايات المتحدة ، وتبلغ قدرتها 340 ميجاواط . وتعتزم المملكة المغربية و تونس و الجزائر بناء محطات شمسية كبيرة لإنتاج الكهرباء . وتصل مخططات المغرب وحدها بناء محطات تبلغ إجمالية قدرتها 2000 ميجاواط . وحتى الآن تستورد المغرب من أوروبا الكهرباء عن طريق كابل تحت البحر يوصلها بأسبانيا.

## دسرتك
تأمل الدول الأوروبية فيما بعد استيراد الكهرباء من شمال أفريقيا ، بعد توليدها من الطاقة الشمسية. وقد شرعت مع دول شمال أفريقيا بدراسة مشروع كبير يسمى «دسرتك» DESERTEC للتنفيذ في المستقبل.

## اقرأ أيضا
- مشروع موجاف للطاقة
- التصميم وفق معطيات الطاقة الشمسية
- محطة شمسية حرارية Gemasolar
- مجمع الطاقة الشمسية الحرارية